# Денис
Дени́с — слов'янське ім'я, популярне в Україні та світі, яке спочатку було народною формою застарілого церковного імені Діонісій, яке у свою чергу походить від грецького Діонісіос (дав.-гр. Διονυσιος — «посвячений богу Діонісу») — давньогрецькому богу життєвих сил природи, виноградарства і виноробства. Діоніс у перекладі означає «бог з гори Ніси» і належить до найдавніших європейських імен.

## Іменини
3 березня, 23 березня, 25 березня, 28 березня, 4 травня, 19 травня, 21 травня, 24 травня, 25 травня, 31 травня, 6 червня, 16 червня, 3 липня, 9 липня, 31 серпня і 16 жовтня.

## Аналоги в інших мовах
На Буковині та в Карпатах ім'я Денис має й жіночі варіанти — Діонізія, Денизія, у французів також є жіноче ім'я Деніз. Також Деніз (Deniz) — присутнє у турецькій мові та являє собою особове чоловіче та жіноче ім'я, в перекладі з турецької означає «море». Популярнішим є як жіноче ім'я. Хоча в ході багатовікового діалогу культур та міжетнічних запозичень відбулося певне зближення імен Денис та Деніз, ці імена досі розглядаються лінгвістами як різні. У інших країнах ім'я Денис звучить так: Денніс, Діон, Дініц, Діонісус, Дзяніс, Діоніджі.
- нім. Dionysius, Dennis (також у інших германських мовах).
- англ. Dennis, Denny, Denis
- біл. Дзяніс
- брет. Denez
- есп. Denizo
- ісп. Dionisio
- італ. Dionigi
- кат. Dionís
- корс. Diunisu
- латис. Deniss
- пол. Dionizy
- порт. Dinís, Diniz — Дініш
- рос. Денис
- словен. Dionýz
- фр. Denys, Denis
- церк.-слов. Діонисій, Дїонѵсїй
- чеськ. Dionýsius
- дан. Dennis, Diniz
- есп. Denizo, Dionysius
- яп. デニス
- кор. 데니스
- нід. Dennis, Denijs
- норв. Dennis

## Святі покровителі імені
Апостоли:
- Діонісій Ареопагіт — (17 січня, 16 жовтня)
- Діонісій Олімпійський — (6 лютого)
- Діонісій Кесарійський, Палестинський — († 303 р.) (28 березня)
- Діонісій Пергійський, Памфілійський — († близько 138–161 р.) (4 травня)
- Діонісій Фракійський — († 362 р.) (19 травня)
- Діонісій Лампсакський — († 249 р.) (31 травня)
- Діонісій Візантійський — († близько 270–275 р.) (16 червня)
- Діонісій Афонський — (8 липня)
- Діонісій Требійський — (31 серпня)
- Діонісій Печерський — (10 вересня, 16 жовтня)
- Діонісій Олександрійський — († 264 р.) (18 жовтня)
- Діонісій Ефеський — († 250 р.) (4 листопада і 17 серпня)
- Діонісій Коринфський — (12 грудня і 23 березня)
- Діонісій Егинський — (30 грудня)

## Популярність імені
Ім'я Денис було доволі популярним у Російській імперії XVIII ст. Так, у «Боярських списках 1706—1710 рр.» налічується 11 осіб на ім'я Денис.
Популярним в Україні ім'я почало ставати у 1960-х роках. У 1980-х роках ім'я входило до списків найпопулярніших імен, якими називали новонароджених хлопчиків багатьох регіонів СРСР. Так у Сибіру ім'я посіло 6 місце, у Алма-Аті 10 місце, у другій половині 1980-х рр. ім'я почало ставати популярним також у Ростові.
Станом на 2008 р. в Україні ім'я Денис входило до списку 16 найпопулярніших чоловічих імен. Наявна деяка неоднорідність у популярності імені в різних регіонах України. Так, у Львівській області, у 2008 р. ім'я посіло 11 місце серед найпопулярніших імен новонароджених хлопчиків, у 2009 р. — 8 місце. В той же час, у сусідній Закарпатській області у 2009 р. ім'я Денис було віднесено до числа рідкісних.
У Томську (Росія) протягом 2002—2007 років ім'я Денис щороку входило до списку 20 найпопулярніших імен, якими називали новонароджених хлопчиків.
За даними INSEE ім'я Denis найпопулярнішим у Франції було у 1963 р., коли воно посіло 20 місце у списку найпопулярніших імен, якими називали новонароджених хлопчиків.
У США ім'я Dennis було одним зі ста найпопулярніших чоловічих імен протягом 1930-х — 1980-х років. Найбільшу популярність це ім'я мало у 1940-ві роки. Тоді воно посідало 20 місце у списку найпопулярніших імен, якими називали новонароджених хлопчиків.
Протягом останнього десятиліття ім'я Dennis було одним зі ста найпопулярніших імен Швеції. У 1998 році це ім'я посіло 47 місце у списку найпопулярніших імен, якими називали новонароджених хлопчиків, у наступні роки популярність імені стала послідовно знижуватись.
Протягом останнього десятиліття ім'я Denis лише раз увійшло до списку ста найпопулярніших імен Ірландії. У 2002 році це ім'я посіло 95 місце у списку найпопулярніших імен, якими називали новонароджених хлопчиків.
Протягом останнього десятиліття ім'я Dennis лише раз увійшло до списку ста найпопулярніших імен Канади. У 2004 році це ім'я посіло 99 місце у списку найпопулярніших імен, якими називали новонароджених хлопчиків.
За даними Міністерства інформаційного розвитку Республіки Молдова ім'я Denis носять 8264 чоловіки, що становить 0,46 % чоловічного населення країни.
За даними Управління у справах громадянства та міграції Латвійської республіки ім'я Deniss носять 4979 чоловіків, що становить 0,46 % чоловічного населення країни.
Наразі у Франції мешкає 45.022 людей з прізвищем Denis, це прізвище займає 53 місце за розповсюдженістю у країні..

## Ім'я Денис у географічних назвах
- Дениса — 1 км від с. Кінські Роздори Запорізької області
- Денисів (Україна) — село Козівського району Тернопільської області.
- Денисівка (Україна) — історичне село на Буковині, нині територія м. Чернівці.
- Денисівка (Україна) — село Білогірського району Хмельницької області.
- Денисівка (Україна) — село Оржицького району Полтавської області.
- Денисівка (Україна) — село Сімферопольського району Автономної Республіки Крим.
- Денисова печера (Росія) — археологічна пам'ятка гірського Алтаю в Усть-Канському районі Республіки Алтай.
- Денисовка (Казахстан) — село-райцентр Денисівського району Костанайської області.
- Денисовка (Росія) — історична назва села Ломоносово Холмогорського району Архангельської області.
- Денисовка (Росія) — село Абанського району Красноярського краю.
- Денисовка (Росія) — село Новомихайлівського сільського поселення Монастирщінського району Смоленської області.
- Денисовка (Росія) — село Падунського сільського поселення Промишлєннівського району Кемеровської області.
- Денисовка (Росія) — село Суземського району Брянської області.
- Денисовка (Росія) — село Чаплигінського району Липецької області; дендрологічний парк регіонального значення.
- Денисовка (Росія) — село Усинського району Республіки Комі.
- Денисово (Росія) — селище Запорізького сільського поселення Приозерського муніципального району Ленінградської області.
- Денисово (Росія) — село Дзержинського району Красноярського краю.
- Денисово (Росія) — село Ісетського району Тюменської області.
- Денисово (Росія) — село Звьоздного сільського поселення Кемеровського району Кемеровської області.
- Денисово (Росія) — село Кінешемського району Івановської області
- Денисово (Росія) — село Костромського району Костромської області; садиба — пам'ятник садово-паркового мистецтва.
- Денисово (Росія) — село Починковського району Смоленської області.
- Денисово (Росія) — село Рибинського району Ярославської області.
- Денисово (Росія) — село Селівановського району Владимирської області.
- Денисово (Росія) — село Череповецького району Вологодської області.
- Денисово (Росія) — село Частозерського району Курганської області
- Денисово (Росія) — село Чусовського району Пермського краю
- Денисово (Росія) — село Ясногорського району Тульської області.
- Денисово-Алексєєвка (Росія) — село Куйбишивського району Ростовської області.
- Денисово-Николаєвка (Росія) — хутір Куйбишивського району Ростовської області.
- Денніс (США) — місто в окрузі Барнстейбл, штат Массачусетс, США.
- Денністаун — поселення в окрузі Самерсет, штат Мен, США.
- Сант-Деніс (Велика Британія) — історичне поселення у графстві Гемршир на півдні Англії, нині район міста Саутгемптон.
- Сен-Дені (Франція) — комуна у Франції на північ від Парижа.
- Сен-Дені (Франція) — місто, столиця французького регіону Реюньйон.
- Сена-Сен-Дені (Франція) — французький департамент у регіоні Іль-де-Франс.

## Легенди пов'язані з ім'ям
Діонісій Ареопагіт, один із суддів верховного суду (ареопагу) в Афінах. Після проповідей апостола Павла в Афінах став християнином. Згодом Павло поставив його єпископом Афін. У 57 році Діонісій був присутній при погребу Пресвятої Богородиці. Після смерті апостола Павла Діонісій вирушив з проповіддю у західні країни. В Галлії (Франції) його стратили. І сталося чудо: тіло святого Діонісія підвелося і пішло до храму на горі, яка нині зветься «Гора мученика» — Монмартр. Діонісія поховано на місті теперішнього абатства Сен-Дені у Парижі.

## Народні прикмети
- На Дениса 16 жовтня осінь кінчається, зима починається.
- Якщо 16 жовтня, на Дениса, вітер північний — на холод, південний — на тепло, західний — на сльоту, східний — на ясну холодну погоду.